# Offensive de Riga (1944)
Front de l'Est de la Seconde Guerre mondiale
 (Offensive de la Baltique)
Batailles
Front de l’Est

Prémices :
- Campagne de Pologne
- Guerre d'Hiver

Guerre germano-soviétique :
- 1941 : l'invasion de l'URSS

- Opération Barbarossa

Front nord : 
- Guerre de Continuation
- Opération Silberfuchs
- Siège de Léningrad

Front central : 
- 2e bataille de Brest-Litovsk
- Bataille de Białystok–Minsk
- 1re bataille de Smolensk
- Bataille de Kiev

Front sud : 
- Siège d'Odessa
- Campagne de Crimée

- 1941-1942 : la contre-offensive soviétique

Front nord : 
- Poche de Demiansk
- Poche de Kholm

Front central : 
- Bataille de Moscou

Front sud : 
- Seconde bataille de Kharkov

- 1942-1943 : de Fall Blau à la 3e bataille de Kharkov

Front nord : 
- Offensive de Siniavino
- Opération Iskra
- Bataille de Krasny Bor
- Opération Poliarnaïa Zvezda

Front central : 
- Opération Mars

Front sud : 
- Bataille du Caucase (opération Fall Blau)
- Bataille de Stalingrad
- Opération Uranus
- Opération Saturne
- Offensive d'Ostrogojsk-Rossoch
- Offensive de Voronej-Kastornoe
- Opération Gallop
- Opération Étoile
- Troisième bataille de Kharkov

- 1943-1944 : libération de l'Ukraine et de la Biélorussie

Front central : 
- 2e bataille de Smolensk
- Opération Bagration

Front sud : 
- Bataille de Koursk
- Bataille du Dniepr
- Offensive Dniepr-Carpates
- Offensive de Crimée
- Offensive de Lvov-Sandomir

- 1944-1945 : campagnes d'Europe centrale et d'Allemagne

Allemagne : 
- Offensive Vistule-Oder
- Offensive de Poméranie orientale
- Siège de Breslau
- Offensive de Prusse-Orientale
- Bataille de Königsberg
- Bataille de Seelow
- Bataille de Bautzen
- Bataille de Berlin
- Capitulation allemande

Front nord et Finlande : 
- Guerre de Laponie
- Offensive Leningrad-Novgorod
- Bataille de Narva

Europe orientale : 
- Opération Margarethe
- Insurrection de Varsovie
- Soulèvement national slovaque
- Opération Panzerfaust
- Bataille de Budapest
- Opération Frühlingserwachen
- Offensive de Vienne
- Insurrection de Prague
- Offensive de Prague
- Bataille de Slivice

Front d’Europe de l’Ouest

Campagnes d'Afrique, du Moyen-Orient et de Méditerranée

Bataille de l’Atlantique

Guerre du Pacifique

Guerre sino-japonaise

Théâtre américain
L'offensive de Riga (russe : Рижская наступательная операция) fait partie de l'offensive de la Baltique sur le front de l'Est pendant la Seconde Guerre mondiale. S'étant déroulée à la fin de 1944, l'opération permet à l'Armée rouge de chasser les forces allemandes de la ville de Riga.

## Prélude
Les forces soviétiques avaient avancé vers la côte Baltique au début de leur offensive de Tartu et à la fin de l'offensive biélorusse très réussie (opération Bagration), en juillet et août 1944, et à un moment donné, avaient percé le golfe de Riga. Les victoires de juillet étaient très inattendues et à un moment donné, le 31 juillet, le commandant de la 8e brigade mécanisée communiqua avec le quartier général du corps pour les informer que ses chars avaient atteint la plage. Dans un acte inhabituel, ils reçurent l'ordre de remplir plusieurs bouteilles d'eau de mer, de les faire signer et de se rendre au Kremlin comme preuve que le groupe d'armées Nord avait été coupé du Reich. Au cours du mois d'août, la 18e armée allemande avait lancé une contre-attaque, l'opération Doppelkopf. Simultanément, la ligne allemande Valga – Võrtsjärv, soutenue par les bataillons locaux de la milice estonienne Omakaitse, repoussa la forte pression de l'offensive soviétique de Tartu du 3e front de la Baltique. Le commandant du groupe d'armées Nord, Ferdinand Schörner, mit en place l'opération Aster pour retirer ses troupes de l'Estonie continentale. L'offensive parallèle de Riga verrait les forces soviétiques exercer une pression supplémentaire sur le groupe d'armées Nord, qui détenait encore une grande partie de la Lettonie et de l'Estonie.

## Déploiements

### Armée rouge
Des éléments du :
- 1er front de la Baltique (Général Hovhannes Bagramian)
- 2e front de la Baltique (Général Andreï Ieremenko)
  - 22e armée
- 3e front de la Baltique (Général Ivan Maslennikov)

### Forces allemandes et affiliées
- Groupe d'armées Nord (Général Ferdinand Schörner)
  - 16e armée (Général Carl Hilpert)
  - 18e armée (Général Ehrenfried-Oskar Boege)
- Éléments du groupe d'armées Centre temporairement réaffectés au groupe d'armées Nord
  - Troisième Armée Panzer (Général Erhard Raus)
- Omakaitse

## L'offensive
Les forces soviétiques lancent une attaque féroce sur l'axe de Riga le 14 septembre 1944. En 4 jours, la 16e armée allemande subit de graves dommages, tandis que dans le secteur de la 18e armée, dix des dix-huit divisions allemandes sont réduites à niveau deKampfgruppe. Dans le segment nord situé le long du lac Võrtsjärv et des cours d'eau Väike Emajõgi et Gauja, le 3e front soviétique balte attaque le XXVIIIe corps d'armée allemand soutenu par les bataillons Omakaitse. Dans des combats acharnés, les unités allemandes et estoniennes parviennent à tenir leurs positions.
Du sud, la 43e armée menace les approches de Riga, où le Xe corps allemand avait été brisé. Schoerner commence à déplacer ses divisions dans la péninsule de Courlande, avec l'intention de raccourcir le front et de se retirer de Riga. Une contre-attaque, menée par le XXXIXe corps de blindés de la 3e Panzerarmee, temporairement placé sous le commandement direct de Schörner, échoue face à la détermination soviétique.
Entre-temps, le Stavka prépare un nouvel axe d'attaque sous couvert d'une nouvelle poussée vers Riga, le nouveau plan étant validé dans une directive du 24 septembre. Le 27 septembre, la 16e armée commence à signaler le trafic soviétique loin de son front, vers le sud-ouest. En fait, plusieurs grandes concentrations de forces soviétiques (notamment la 4e armée de choc et la 51e armée) étaient déplacées vers le sud en prévision d'une poussée majeure vers l'ouest en direction de Memel par le 1er front de la Baltique. Les services de renseignement allemands détectent le mouvement de plusieurs des armées impliquées, mais échouent à deviner leur destination.
L'offensive qui en résulte, autour de Memel, est lancée le 5 octobre ; le 1er front de la Baltique de Bagramian brise la 3e Panzerarmee, coupant finalement la liaison terrestre avec le groupe d'armées Centre, isolant le groupe d'armées Nord dans les pays baltes.
Le 9 octobre, Schoerner signale qu'il attaquera vers Memel et tentera de rétablir la connexion terrestre si Riga pouvait être évacué. Les forces soviétiques avancent à nouveau à l'extérieur de Riga et mettent la ville à portée des tirs d'artillerie le 10 octobre. Laissant une force de blindage de la 227e division d'infanterie et les canons de la 6e division anti-aérienne motorisée, la 18e armée se repliant à travers Riga en Courlande, détruisant des ponts sur sa route. Riga est prise par les forces du 3e front de la Baltique le 13 octobre. Au cours des jours suivants, des unités soviétiques sont signalées en action à l'ouest de Riga, déclarant que les forces allemandes avaient été évacuées de la rive est du fleuve Lielupe le 17 octobre.

## Conséquences
Le groupe d'armées Nord, rapidement repoussé en Courlande, reste isolé jusqu'à la fin de la guerre en Europe.